# FK Anzsi Mahacskala
Az Anzsi Mahacskala (oroszul: Футбольный клуб Анжи Махачкала, magyar átírásban: Futbolnij klub Anzsi Mahacskala) megszünt orosz labdarúgócsapat, melynek székhelye Mahacskalában, Dagesztán fővárosában volt.
Az Anzsi a várost, Mahacskalát jelenti lak és kumik nyelven.
Legnagyobb sikerét 2001-ben érte el, amikor bejutott az orosz kupa döntőjébe, ahol 1–1-es döntetlent követően büntetőpárbajban kapott ki 4–3-as arányban a Lokomotyiv Moszkva együttesétől.

## Története
A klubot 1991-ben alapították, 1992-ben nyert besorolást az orosz negyedosztályban. A csapat 1993-ban a harmadosztályba lépett, majd három szezont követően Eduard Malofejev vezényletével a másodosztályba jutott.
1999-ben az Anzsi hatalmas csatában megnyerte a másodosztály küzdelmeit és a 2000-es szezont – története során először – élvonalbeli klubként kezdte meg. Óriási meglepetésre a csapat végig harcban volt a bronzérmet jelentő harmadik helyért, és csak az utolsó fordulóban maradt le róla: A Torpedo Moszkva elleni mérkőzés 95. percében a játékvezető büntetőt ítélt az Anzsi ellen, melyet az ellenfél értékesített. A „szerencsétlen” eredmény ellenére az Anzsi története legjobb élvonalbeli eredményét érte el.
A  2001-es szezon a kupában szárnyaló Anzsiról maradt emlékezetes, megálljt csak a fővárosi „vasutasok” parancsoltak. A 2001. június 20-án rendezett oroszkupa-döntőn 1–1-es döntetlen született, a büntetőpárbajban a Lokomotyiv 4–3-as győzelmet aratott.
Mivel a bajnokságban a Lokomotyiv ezüstérmes lett, ezért a kupadöntős jogán az Anzsi a 2001–2002-es UEFA-kupa küzdelmeiben vehetett részt, a sorsolás pedig a patinás skót csapatot, a Rangerst sodorta útjába. A forrongó észak-kaukázusi hangulat, a szomszédos Csecsenföld viszályai miatt az Európai Labdarúgó-szövetség úgy határozott, hogy a továbbjutásról egy semleges helyszínen, Varsóban rendezett találkozón szülessen döntés. A mérkőzésen a dagesztáni csapat megnehezítette nevesebb ellenfelének dolgát, az 1–0-s végeredményt jelentő Rangers-találat csak a 84. percben született meg.
A sikerek a bajnokságba már nem követték a sárga-fekete alakulatot: előbb a 13., majd a kiesést jelentő 15. helyen zárt, ezért a másodosztályban folytatta, ahonnan hét év elteltével, 2009 év végén jutott csak vissza az élvonalba. 2011-ben Szulejman Kerimov orosz milliárdos jelentős tőkét fektetett a klub megerősítésébe. 2011-ben csatlakozott a csapathoz Dzsudzsák Balázs magyar labdarúgó, valamint sztárigazolásként Samuel Eto'o-t is szerződtette az Anzsi. A 2011-2012-es szezonban a brazil világbajnok Roberto Carlos da Silva  is a csapatot erősítette. Később a brazil Willian Borges da Silva , Lassana Diarra, valamint az orosz válogatott Jurij Zsirkov  és Igor Gyenyiszov  is a klub kötelékébe tartoztak. A 2012-2013-es évadban a holland sztáredző Guus Hiddink  irányította a csapatot. Ekkor érte el a csapat a legnagyobb nemzetközi sikerét, bejutottak az Európa-liga nyolcaddöntőjébe, ahol az angol Newcastle United FC  1-0-ás összesítéssel búcsúztatta őket. Ezt az eredményt a 2013-14-es szezonban sikerült megismételni, akkor  a holland AZ  jelentette a végállomást szintén 1-0-ás összesítéssel. Az Anzsi nagy terveket szövögetett, azonban anyagi problémák adódtak (Kerimov a korábbi támogatás harmadát biztosította, később eladta a csapatot), amelynek következtében a 2013-14-es szezonban utolsó helyezettként kiestek az élvonalból. Később a másodosztályból is kiesett a csapat, a 2020-2021-es évadban az orosz harmadosztály küzdelmeiben vettek részt. 2022 nyarán a klub nem kapta meg a licencet a harmadosztályra, majd megszűnt.

## Eredményei

### Eredményei az orosz labdarúgó-bajnokságban
| Szezon  | Oszt.      | Hely. | M  | GY | D  | V  | RG | KG | P  | Orosz Kupa    | Európai kupák | Európai kupák | Megjegyzés                  |
| ------- | ---------- | ----- | -- | -- | -- | -- | -- | -- | -- | ------------- | ------------- | ------------- | --------------------------- |
| 1992    | IV.        | 5.    | 38 | 23 | 2  | 13 | 77 | 46 | 48 |               |               |               |                             |
| 1993    | IV.        | 1.    | 38 | 27 | 1  | 10 | 98 | 31 | 55 | 1/128         |               |               | feljutott a harmadosztályba |
| 1994    | III.       | 10.   | 40 | 19 | 5  | 16 | 57 | 41 | 43 | 1/256         |               |               |                             |
| 1995    | III.       | 7.    | 42 | 24 | 4  | 14 | 47 | 43 | 76 | 1/32          |               |               |                             |
| 1996    | III.       | 2.    | 38 | 28 | 3  | 7  | 99 | 36 | 87 | negyeddöntős  |               |               | feljutott a másodosztályba  |
| 1997    | II.        | 13.   | 42 | 18 | 6  | 18 | 66 | 72 | 60 | 1/32          |               |               |                             |
| 1998    | II.        | 12.   | 42 | 17 | 6  | 19 | 47 | 56 | 57 | 1/64          |               |               |                             |
| 1999    | II.        | 1.    | 42 | 26 | 8  | 8  | 55 | 20 | 86 | 1/64          |               |               | feljutott az első osztályba |
| 2000    | I.         | 4.    | 30 | 15 | 7  | 8  | 44 | 31 | 52 | negyeddöntős  |               |               |                             |
| 2001    | I.         | 13.   | 30 | 7  | 11 | 12 | 28 | 34 | 32 | kupadöntős    |               |               |                             |
| 2002    | I.         | 15.   | 30 | 5  | 10 | 15 | 22 | 42 | 25 | nyolcaddöntős | UK            | 1. f.         | kiesett a másodosztályba    |
| 2003    | II.        | 6.    | 42 | 19 | 13 | 10 | 52 | 33 | 70 | elődöntős     |               |               |                             |
| 2004    | II.        | 8.    | 42 | 16 | 12 | 14 | 50 | 53 | 60 | 1/32          |               |               |                             |
| 2005    | II.        | 11.   | 42 | 14 | 13 | 15 | 47 | 48 | 55 | 1/64          |               |               |                             |
| 2006    | II.        | 15.   | 42 | 15 | 8  | 19 | 57 | 66 | 53 | 1/64          |               |               |                             |
| 2007    | II.        | 10.   | 42 | 16 | 9  | 17 | 41 | 44 | 57 | 1/32          |               |               |                             |
| 2008    | II.        | 6.    | 42 | 20 | 12 | 10 | 63 | 35 | 72 | 1/64          |               |               |                             |
| 2009    | II.        | 1.    | 38 | 21 | 12 | 5  | 61 | 31 | 75 | 1/32          |               |               | feljutott az első osztályba |
| 2010    | I.         | 11.   | 30 | 9  | 6  | 15 | 29 | 39 | 33 | nyolcaddöntős |               |               |                             |
| 2011–12 | I.         | 5.    | 44 | 19 | 13 | 12 | 54 | 42 | 70 | 16            |               |               |                             |
| 2012–13 | I.         | 3.    | 30 | 15 | 8  | 7  | 45 | 34 | 53 | kupadöntős    | EL            | 16            |                             |
| 2013–14 | I.         | 16    | 30 | 3  | 11 | 16 | 25 | 42 | 20 | 32            | EL            | 16            | kiesett a másodosztályba    |
| 2014–15 | II.        | 2.    | 34 | 22 | 5  | 7  | 60 | 22 | 71 | 32            |               |               |                             |
| 2015–16 | II.        | 13.   | 30 | 6  | 8  | 16 | 28 | 50 | 26 | 16            |               |               |                             |
| 2016–17 | II.        | 12.   | 30 | 7  | 9  | 14 | 24 | 38 | 30 | Sel.          |               |               |                             |
| 2017–18 | II.        | 14.   | 30 | 6  | 6  | 18 | 31 | 55 | 24 | 32            |               |               |                             |
| 2018–19 | II.        | 15.   | 30 | 5  | 6  | 19 | 13 | 50 | 21 | 16            |               |               | kiesett a harmadosztályba   |
| 2019–20 | III. dél   | 15.   | 19 | 3  | 7  | 9  | 24 | 32 | 10 | 2. forduló    |               |               |                             |
| 2020–21 | III. 1. cs | 6.    | 32 | 14 | 9  | 9  | 59 | 43 | 51 | 2. forduló    |               |               |                             |
| 2021–22 | III. 1. cs | 9.    | 32 | 13 | 9  | 10 | 46 | 35 | 42 | 3. forduló    |               |               |                             |

### Nemzetközi eredményei
| Kupa        | J  | Gy | D | V | Rg | Kg |
| ----------- | -- | -- | - | - | -- | -- |
| UEFA-kupa   | 1  | 0  | 0 | 1 | 0  | 1  |
| Európa-liga | 26 | 13 | 7 | 6 | 32 | 16 |
| Összesítve  | 27 | 13 | 7 | 7 | 32 | 17 |

| Idény     | Kupa        | Forduló      | Klub              | 1. mérk. | 2. mérk. | Össz. |
| --------- | ----------- | ------------ | ----------------- | -------- | -------- | ----- |
| 2001–2002 | UEFA-kupa   | 1. kör       | Rangers           | 0–11     | 0–11     | 0–11  |
| 2012–13   | Európa-liga | 2. selejtező | Budapest Honvéd   | 1–0      | 4–0      | 5–0   |
| 2012–13   | Európa-liga | 3. selejtező | Vitesse           | 2–0      | 2–0      | 4–0   |
| 2012–13   | Európa-liga | Rájátszás    | AZ                | 1–0      | 5–0      | 6–0   |
| 2012–13   | Európa-liga | A csoport    | Liverpool         | 1–0      | 0–1      | 2.    |
| 2012–13   | Európa-liga | A csoport    | Udinese           | 2–0      | 1–1      | 2.    |
| 2012–13   | Európa-liga | A csoport    | Young Boys        | 2–0      | 1–3      | 2.    |
| 2012–13   | Európa-liga | 32           | Hannover 96       | 3–1      | 1–1      | 4–2   |
| 2012–13   | Európa-liga | 16           | Newcastle United  | 0–0      | 0–1      | 0–1   |
| 2013–14   | Európa-liga | K csoport    | Tottenham Hotspur | 0–2      | 1–4      | 2.    |
| 2013–14   | Európa-liga | K csoport    | Sheriff Tiraspol  | 1–1      | 0–0      | 2.    |
| 2013–14   | Európa-liga | K csoport    | Tromsø            | 1–0      | 1–0      | 2.    |
| 2013–14   | Európa-liga | 32           | Genk              | 0–0      | 2–0      | 2–0   |
| 2013–14   | Európa-liga | 16           | AZ                | 0–0      | 0–1      | 0–1   |

1A szomszédos köztársaság, Csecsenföld viszályai miatt az UEFA úgy döntött, hogy a továbbjutásról egy semleges helyszínen rendezett mérkőzés döntsön. A találkozót Varsóban rendezték.

## Ismertebb játékosok
Az Anzsi Mahacskalából beválogatott játékosok vastagon szedve.
Oroszország
- Gyinyijar Biljaletgyinov
- Alekszandr Buharov
- Vlagyimir Bisztrov
- Igor Gyenyiszov
- Vlagyimir Gabulov
- Danyil Glebov
- Szergej Grisin
- Alekszej Igonyin
- Alekszej Ionov
- Alekszandr Kokorin
- Alan Kuszov
- Arszenij Logasov
- Ilja Makszimov
- Ruszlan Nyigmatullin
- Szergej Peszjakov
- Szergej Rizsikov
- Oleg Satov
- Fjodor Szmolov
- Omari Tyetradze
- Ilja Cimbalar
- Renat Janbajev
- Andrej Jescsenko
- Jurij Zsirkov

Európa
- Karlen Mkrtchyan
- David Yurchenko
- Emin Ağayev
- Arif Asadov
- Elshan Gambarov
- Ibragim Gasanbekov
- Badavi Guseynov
- Mehdi Jannatov
- Vyacheslav Lychkin
- Mahir Shukurov
- Narvik Sırxayev
- Aleksandr Zhidkov
- Ivan Majevski
- Sjarhej Jaszkovics
- Hadis Zubanović
- Zehrudin Kavazović
- Amir Hamzić
- Stevo Glogovac
- Dženan Hošić
- Amel Mujčinović
- Elvir Rahimić
- Emir Spahić
- Lassana Diarra
- Valeri Abramidze
- Kakhaber Aladashvili
- Mikheil Ashvetia
- Revazi Barabadze
- Gia Grigalava
- Sandro Iashvili
- Irakli Klimiashvili
- Dato Kvirkvelia
- Otar Martsvaladze
- Kakhaber Mzhavanadze
- Giorgi Navalovski
- Nukri Revisvili
- Edik Sadzhaya
- Kahaber Chadadze
- Dzsudzsák Balázs
- Dmitrij Bjakov
- Roman Uzdenov
- Bernard Berisha
- Alexandru Epureanu
- Nicolae Josan
- Oskars Kļava
- Ēriks Pelcis
- Viktoras Olšanskis
- Andrius Velička
- Vadim Demidov
- Hugo Almeida
- Paul Anton
- Ovidiu Cuc
- Nicolae Stanciu
- Olekszandr Alijev
- Pilip Budkivszkij
- Vladiszlav Prudiusz

Afrika
- Cédric Yambéré
- Benoît Angbwa
- Samuel Eto’o
- Michel Pensée
- Christopher Samba
- Jonathan Mensah
- Mohammed Rabiu
- Yannick Boli
- Abdul Razak
- Lacina Traoré
- Mubárak Busszufa
- Mehdi Carcela-González
- Youssef Rabeh
- Amadou Moutari
- Dele Adeleye
- Arafat Djako
- Ibra Kébé

Ázsia
- Sharif Mukhammad
- Sergei Ivanov
- Valery Kichin
- Alier Ashurmamadov
- Andrei Manannikov
- Pavel Harçik
- Ruslan Agalarov
- Odil Ahmedov
- Jafar Irismetov
- Dostonbek Khamdamov

Dél-Amerika
- Roberto Carlos
- Jucilei
- Diego Tardelli
- Willian
- Jhon Chancellor
- Andrés Ponce